# Мусатов, Вадим Юрьевич
Вадим Юрьевич Мусатов (род. 17 апреля 1967, Ковров, Владимирская область) — советский и российский хоккеист, защитник. Мастер спорта СССР. Российский тренер.

## Биография
Занимался в ковровской секции хоккея. В 1981 году в возрасте 14 лет в всероссийском финале турнира «Золотая шайба», будучи защитником, забросил 15 шайб. После этого перешёл в СДЮСШОР воскресенского «Химика». В сезоне 1984/85 дебютировал в первенстве СССР в команде первой лиги «Кристалл» Электросталь. Армейскую службу в 1985—1987 годах проходил в СКА МВО Калинин.
В высшей лиге чемпионата СССР, МХЛ, РХЛ и Суперлиге выступал за команды «Химик» Воскресенск (1987/88 — 1988/89), «Торпедо» Горький — Нижний Новгород (1988/89 — 1990/91, 1992/93), «Автомобилист» Екатеринбург (1991/92), «Кристалл» Электросталь (1994/95 — 1996/97, 1997/98, 1999/2000).
В низших лигах играл за «Кристалл» Электросталь (1988/89), «Кварц» Бор (1990/91), «Торпедо-2» НН (1992/93 — 1993/94), «Керамик» (Электроугли, 1994/95), «Кристалл-2» Электросталь (1995/96, 1997/98, 1999/2000), ХК «Воронеж» (1997/98, 1998/99, 2000/01 — 2002/03, 2003/04, 2004/05 — 2005/06), «Нефтяник» Лениногорск (2002/03), ТХК Тверь (2003/04). Выступал за клуб чемпионата Белоруссии «Брест» (2004/05).
Участник «драки в Пьештянах» на молодёжном чемпионате мира 1987 года.
С 2007 года работал тренером команды 1995 г. р. «Кристалла». С сезона 2011/12 — тренер «Кристалла» в РХЛ. С 25 октября 2012 года до расформирования команды в 2015 году — главный тренер.
С 2016 года — тренер-преподаватель МКУ ДО Бобровская ДЮСШ «Ледовый дворец имени Вячеслава Фетисова».